# Kristijan Koren
Kristijan Koren (ur. 25 listopada 1986 w Postojnej) – słoweński kolarz szosowy.
W 2019 roku został zdyskwalifikowany na dwa lata za doping. Było to związane z Operacją Aderlass.

## Najważniejsze osiągnięcia
2007
- 2. miejsce w Giro di Festina
- 1. miejsce w mistrzostwach Słowenii (jazda ind. na czas)

2008
- 1. miejsce na 5. i 13. etapie Vuelta a Cuba
- 2. miejsce w Istrian Spring Trophy
  - 1. miejsce w prologu
- 1. miejsce w La Côte Picarde
- 3. miejsce w Giro delle Regioni
- 2. miejsce w mistrzostwach Słowenii (jazda ind. na czas)
- 3. miejsce w Tour de Rijke

2009
- 5. miejsce w Giro della Regione Friuli Venezia Giulia
  - 1. miejsce na 3. etapie
- 5. miejsce w Giro Ciclistico d’Italia
  - 1. miejsce na 8. i 9. etapie
- 3. miejsce w mistrzostwach Słowenii (jazda ind. na czas)
- 4. miejsce w Giro del Medio Brenta
- 2. miejsce w Gran Premio di Poggiana
- 1. miejsce na 6. etapie Giro della Valle d’Aosta

2010
- 2. miejsce w mistrzostwach Słowenii (jazda ind. na czas)
- 1. miejsce w Gran Premio Città di Camaiore

2014
- 6. miejsce w Gran Premio Costa degli Etruschi
- 4. miejsce w Tour of Slovenia
- 5. miejsce w RideLondon-Surrey Classic
- 2. miejsce w Gran Premio Bruno Beghelli

2022
- 1. miejsce w mistrzostwach Słowenii (start wspólny)